# Ednéia Anjos
Ednéia Anjos de Souza Lima (Carapicuiba, 12 de setembro de 1990) é uma jogadora de voleibol brasileira. atuante na posição de central foi vice-campeã na edição do Campeonato Sul-Americano de Clubes de 2019 no Brasil.

## Carreira
Foi contratada pelo Dentil/Praia Clube para temporada 2018–19 do voleibol brasileiro conquistou o vice-campeonato da Copa Brasil de 2019 realizada em Gramado e a medalha de prata no Campeonato Sul-Americano de Clubes de 2019 realizado novamente em Belo Horizontee pela equipe avançou a grande final da Superliga Brasileira 2018-19, mas terminou com o vice-campeonato.
Na temporada 2020-21 transferiu-se para o clube português AVC Famalicão, já para jornada 2021-22 foi contratada pelo time peruano Deportivo Jaamsa.

## Títulos e resultados
- Superliga Brasileira Aː2018-19
- Copa Brasil:2019[1]

## Premiações individuais
[carece de fontes?]